# 切られ与三郎 (1960年の映画)
『切られ与三郎』（きられよさぶろう）は、1960年に公開された伊藤大輔監督の日本映画。
三代目瀬川如皐の歌舞伎『与話情浮名横櫛』の翻案作品。

## スタッフ
- 監督 - 伊藤大輔[1]
- 脚本 - 伊藤大輔[1]
- 企画 - 鈴木晰成[1]
- 製作 - 武田一義[1]
- 撮影 - 宮川一夫[1]
- 美術 - 西岡善信[1]
- 音楽 - 斎藤一郎[1]
- 録音 - 大谷巖[1]
- 照明 - 中岡源権[1]
- 編集 - 宮田味津三[3]

## キャスト
- 八代目 市川雷蔵 - 与三郎[1]
- 淡路恵子 - お富[1]
- 富士真奈美 - お金（一三歳～一六歳）[1]
- 中村玉緒 - かつら[1]
- 大和七海路 - あやめ[1]
- 香川良介 - 伊豆屋与左衛門[1]
- 村田知栄子 - お菅[1]
- 浦辺粂子 - お源[1]
- 小沢栄太郎 - 山城屋多左衛門[1]
- 潮万太郎 - 源右衛門[1]
- 多々良純 - 蝙蝠ノ安五郎[1]
- 小堀阿吉雄 - 市場鶴[1]
- 称十代目 嵐三右衛門 - 権九郎[1]
- 山路義人 - 亥太郎[1]
- 寺島貢 - 佐々良三八[1]
- 尾上栄五郎 - 留公[1]
- 天野一郎 - 十返九十郎[1]
- 水原浩一 - 松五郎[1]
- 高倉一郎 - 若芝[1]
- 五代千太郎 - 佐野川杜若[1]
- 四代目 浅尾奥山 - 藤八[1]
- 原聖四郎 - 飯沼左仲[1]
- 横山文彦 - 丈助[1]
- 大丸智太郎 - 己之[1]
- 三木譲 - 辰吉[1]
- 小松みどり - お里[1]
- 高野通子 - ちさ[1]
- 種井信子 - お吉[1]
- 清水明 - 勘十[1]
- 浅野寿々子 - お金（十歳）[1]
- 浜田雄史[3]
- 旗孝思[3]
- 滝川潔[3]
- 丸凡太[3]
- 尾崎和枝[3]
- 山崎洋子[3]
- 寺内真知子[3]
- 奥村敦子[3]

## 同時上映
- 『三人の顔役』